# Kálnás
Kálnás (szlovákul: Kalnište) község Szlovákiában, az Eperjesi kerület Felsővízközi járásában.

## Fekvése
Girálttól 5 km-re északnyugatra, a Tapoly jobb partján fekszik.

## Története
1363-ban „Kalnas” néven említik először, mint a Kálnássy család birtokát.
„A Kálnássy család (kálnási), Sáros vármegyei régi nemes család, melynek családfája II. Endre koráig vezethető vissza. Kiválóbb tagjai voltak Kálnássy György, I. Ulászló hű embere, a makovicai várnak vitéz kapitánya, ki az ősi birtokra, a sáros vármegyei Kálnásra érdemeinek jutalmául új adománylevelet nyert a királytól (1444). Kálnássy Mátyás 1464-ben szerepel, szintén mint a makovicai vár kapitánya. Kálnássy Ferenc, Castaldo tábornok kapitánya, ki 1551-ben jött Erdélybe és 1552-ben a gyalui vár parancsnoka volt. 1553-ban Castaldo bizonyságlevele szerint – hűségesen teljesített szolgálat után, akadályozó családi viszonyok miatt kénytelen volt tisztéről lemondani. 1567-ben a hűtlenségbe esett Bocskay György zemplénvármegyei birtokát, Gálszécset nyerte királyi adományban. A Kálnássy család egyes tagjai még most is élnek Zemplén és Sáros vármegyékben.” – írja A Pallas nagy lexikona.
A falunak 1412-ben említik malmát, a 16. században már iskola is működött itt. Első fatemploma 1541-1543-ban épült, a 17. században a protestánsoké lett és csak 1713-ban kapta vissza a katolikus egyház. 1600-ban 18 portát számoltak össze a faluban, temploma, plébániája, malma, nemesi kúriája és iskolája volt. A kastélyt Kálnássy Sándor építtette 1774-ben. Közelében épült fel a neobarokk templom is. 1787-ben 38 házában 296 lakos élt.
A 18. század végén Vályi András így ír róla: „KÁLNÍS. Kalnist. Tót falu Sáros Várm. lakosai katolikusok, fekszik Hanusfalvához 3/4 mértföldnyire, Karátson mezőnek filiája, határjának egy nyomása soványas, kerteje jó; réttye kétszer kaszáltatik, legelője, és erdeje elég van.”
1828-ban 59 háza volt 431 lakossal. Lakói mezőgazdasággal, erdei munkákkal foglalkoztak.
Fényes Elek 1851-ben kiadott geográfiai szótárában így ír a településről: „Kálnás, Sáros v. tót falu, Karácsonmező fil. 252 kath., 112 evang., 29 zsidó lak. Két kastély. Rétjei a Tapoly mentiben kövérek. F. u. a Kálnásy nemzetség.”
A községben állt egy barokk-klasszicista kúria is, melyet a Kolosy család építtetett 1898-ban, ezt az 1960-as években elbontották. 1920 előtt Sáros vármegye Girálti járásához tartozott.

## Népessége
| Év:            | 1994. | 2004.   | 2014.   | 2024.   |
| -------------- | ----- | ------- | ------- | ------- |
| Emberek száma: | 521   | 558     | 549     | 503     |
| Eltérés:       |       | +7,10 % | -1,61 % | -8,37 % |

| Év:            | 2023. | 2024.   |
| -------------- | ----- | ------- |
| Emberek száma: | 513   | 503     |
| Eltérés:       |       | -1,94 % |

1910-ben 256-an, többségében szlovákok lakták, jelentős magyar kisebbséggel.
2001-ben 516 lakosából 512 szlovák volt.
2011-ben 553 lakosából 530 szlovák.

## Nevezetességei
- Kastélyát Kálnássy Sándor építtette 1774-ben késő barokk stílusban. Jelenleg lakatlan, elhanyagolt állapotban áll.
- Katolikus temploma 1936-ban épült, 1997-ben megújították.
- A Kálnássy család temetőben álló sírboltja 1839-ben készült.